# ناتالی گلدبرگ
ناتالی گلدبرگ (انگلیسی: Natalie Goldberg زاده ۱۹۴۸) نویسنده آمریکایی است. شهرت او بیشتر به خاطر مجموعه کتاب‌هایی است که دربارهٔ ذن نوشته است. وی معلم است و در سنتافه، نیومکزیکو زندگی می‌کند. از کتاب شرح‌حال استخوانها نوشته او بیش از یک میلیون نسخه به فروش رفته است.